# Ming-Na Wen
Ming-Na Wen (chiń. trad. 溫明娜, chiń. upr. 温明娜, pinyin Wēn Míngnà) (ur. 20 listopada 1963 w Coloane w Makau) – amerykańska aktorka chińskiego pochodzenia.
Ming-Na w latach 1995, 1999–2004 grała w serialu NBC Ostry dyżur. W 1998 roku użyczyła swojego głosu w filmie wytwórni Walta Disneya Mulan.

## Życiorys
Wen urodziła się 20 listopada 1963 roku w Coloane, jednej z dwóch głównych wysp Makau. Jej rodzice przenieśli się do Makau w połowie lat 60. z Chin kontynentalnych.
Rodzice Wen rozwiedli się, gdy była niemowlęciem, i przeprowadziła się z matką, Lin Chan Wen, do Hongkongu. Jej matka wyszła ponownie za mąż za Soo Lim Yee, a rodzina przeniosła się do Nowego Jorku, gdy Wen miała cztery lata. Po pięciu latach matka i ojczym Wen ponownie przenieśli się do Pittsburgha w Pensylwania, gdzie otworzyli restaurację The Chinatown Inn, która nadal działa.
Wychowana na przedmieściach Pensylwanii, uczęszczała do Mount Lebanon High School i ukończyła Carnegie Mellon University w 1986.

### Kariera

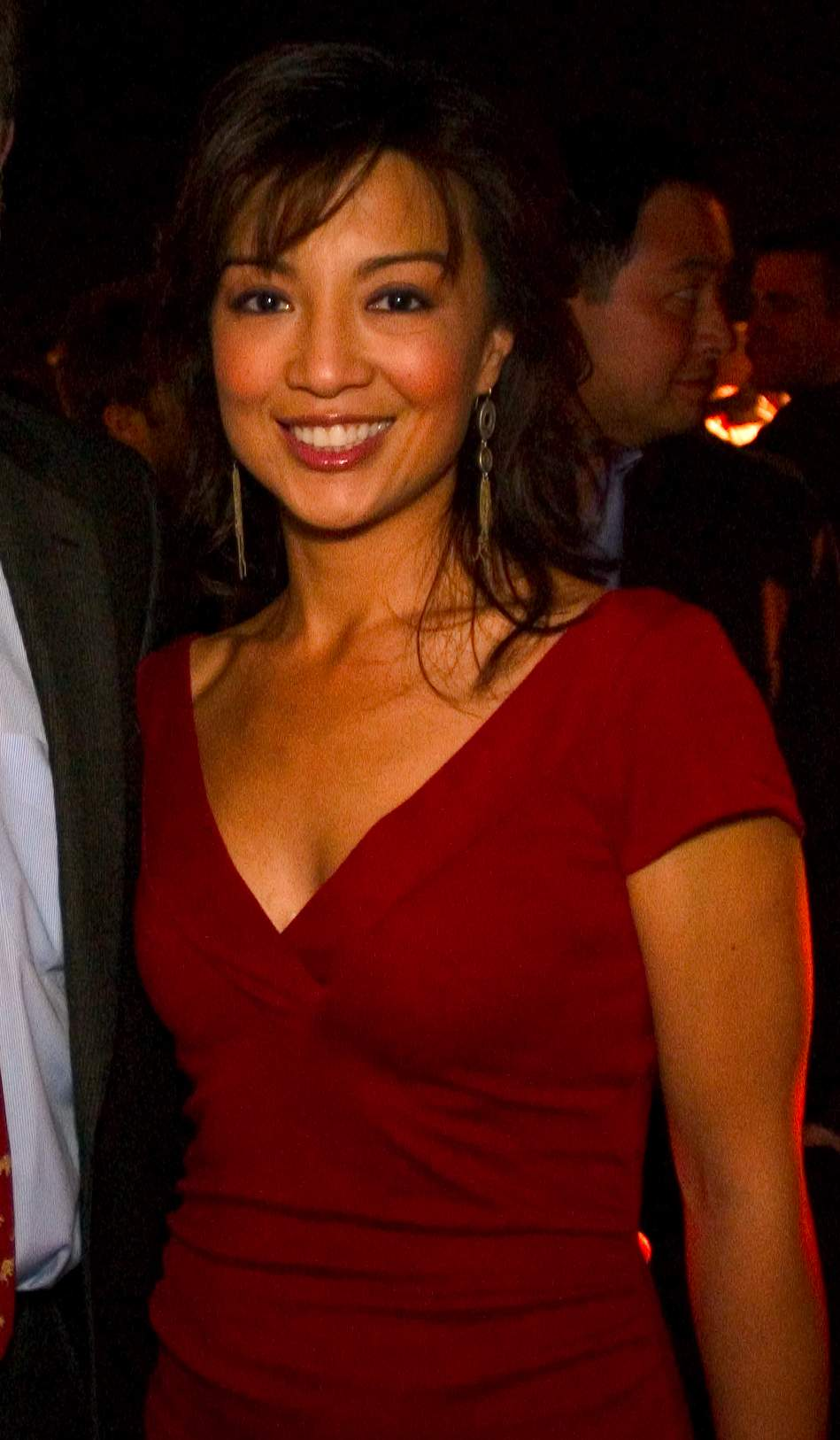
Ming-Na (2006)

Wen zadebiutowała w telewizyjnym serialu As the World Turns, w którym wystąpiła w latach 1988–1991. W 1994 roku większą rolę zagrała w filmie akcji Uliczny wojownik obok Jean-Claude Van Damme i Raúl Juliá. W 1997 roku zagrała w filmie Romans na jedną noc jako Mimi, zdradzona żona Maxa Carlyle’a (Wesley Snipes).
Zapewniła głos Fa Mulan w filmie animowanym Mulan z 1998 roku, jego bezpośredniej kontynuacji Mulan II i grze wideo Kingdom Hearts II, zdobywając następnie nagrodę Annie.
W telewizyjnym serialu Ostry dyżur Wen zagrała gościnnie w niektórych odcinkach pierwszego sezonu (1994–1995), a następnie na stałe od 2000 do 2004, jako dr. Jing-Mei „Deb” Chen. Za tę rolę była nominowana wraz z obsadą do nagrody Screen Actors Guild Award w 2001 roku.
Wystąpiła także w licznych serialach telewizyjnych oraz dała głos w kreskówkach takich jak  Batman. W 2009 roku zagrała stałą drugoplanową rolę w serialu Stargate Universe (2009-2011).
Od 2013 roku była częścią głównej obsady serialu Marvel Agenci T.A.R.C.Z.Y. Seria zakończyła się w 2020 roku.
W 2017 roku została przyjęta do Amerykańska Akademia Sztuki i Wiedzy Filmowej, która co roku przyznaje Oscar.

### Życie prywatne
W 1990 roku Wen poślubiła pisarza Kirka Aanesa, lecz rozwiedli się w 1993. 16 czerwca 1995 aktorka poślubiła swojego drugiego męża, Erica Michaela Zee. Mają dwoje dzieci, córkę Michaelę Kitlin, urodzoną 21 listopada 2000, i syna Coopera Dominica Zee, urodzonego 12 października 2005.
Wen mówi płynnie po kantońsku i mandaryńsku.

## Filmografia
Filmy fabularne

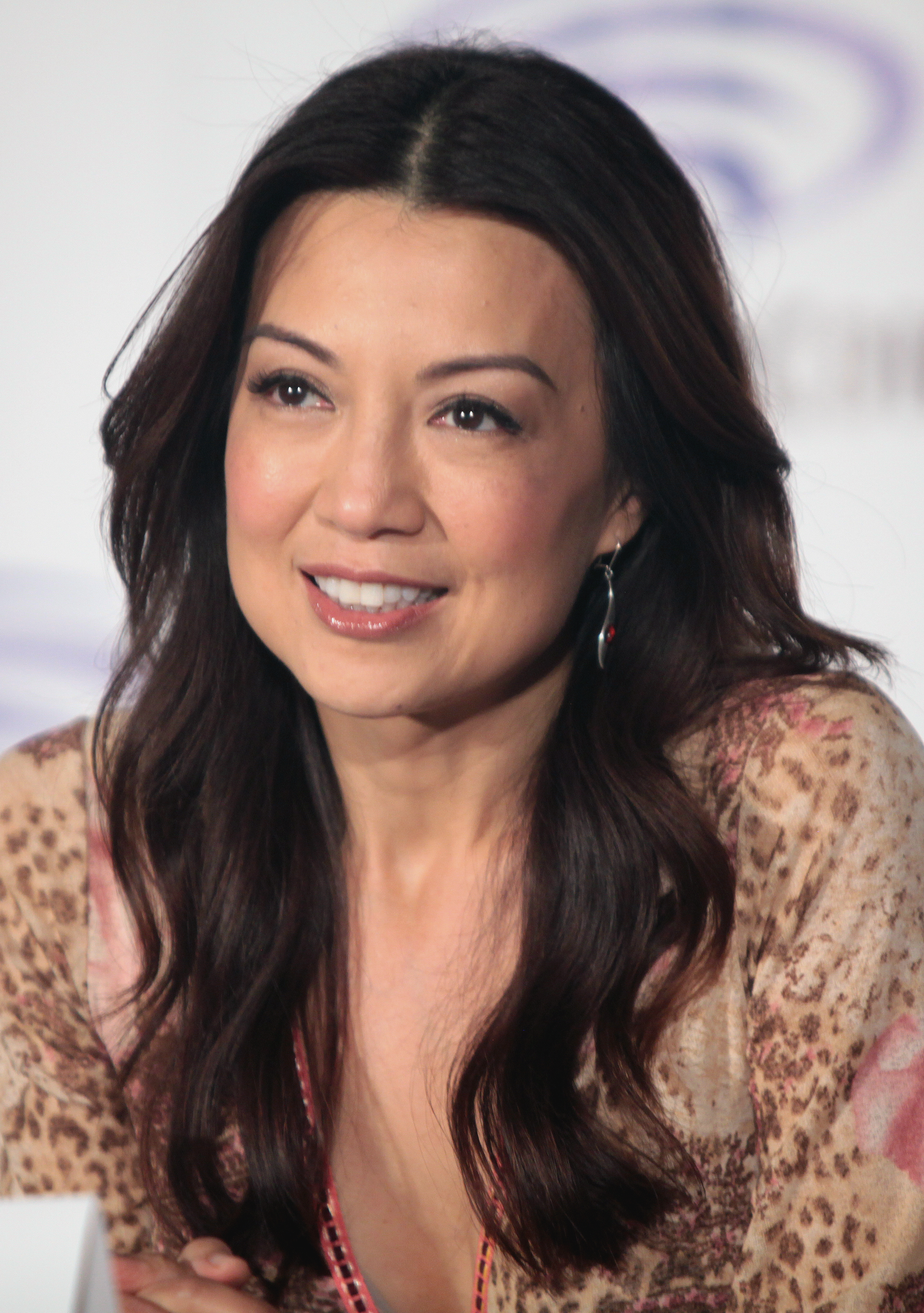
Ming-Na Wen (2016)

- 1992: Cel uświęca środki (Rain Without Thunder) jako więzień ‘Uudie’
- 1993: Martwe pole (Blind Spot) jako Mitsuko
- 1993: Klub Szczęścia (The Joy Luck Club) jako Jing-Mei ‘June’ Woo
- 1994: Zaginiony 4: Willy i anioł (Vanishing Son IV) jako Mai
- 1994: Zaginiony 2 (Vanishing Son II) jako Mai
- 1994: Uliczny wojownik (Street Fighter) jako Chun – Li Zang
- 1994: Ostatnia podróż (Terminal Voyage) jako Han
- 1994: Hong Kong 97 (Hongkong 97) jako Katie Chun
- 1997: Ta jedna noc (One Night Stand) jako Mimi
- 1998: Kusząca alternatywa (Tempting Fate) jako Ellen Moreth
- 1998: Mulan jako Fa Mulan/Fa Ping (głos)
- 1998: 12 Bucks jako Gorgeous
- 1999: We Served with Pride: The Chinese American Experience in WWII jako narrator (głos)
- 2001: Final Fantasy (Final Fantasy: The Spirits Within) doktor Aki (głos)
- 2001: Aki’s Dream jako doktor Aki Ross (głos)
- 2002: Piękna i Bestia: kulisy historii (Beauty and the Beast: The Story Behind the Story) jako Prowadząca
- 2002: Teddy Bears’ Picnic jako Katy Woo
- 2004: Mulan II jako Fa Mulan (głos)
- 2004: Perfection jako kobieta
- 2008: Bal maturalny (Prom Night) jako dr Elisha Crowe
- 2009: We Got the Beat jako Judy Roberts
- 2009: Push jako Emily Hu
- 2010: BoyBand jako Judy Roberts
- 2012: Super Cyclone jako Dr. Jenna Sparks
- 2013: April Rain jako Hillary
- 2016: The Darkness jako Wendy
- 2018: Ralph Demolka w internecie jako Fa Mulan (głos)
- 2018: Marvel Rising: Secret Warriors jako Hala the Accuser (głos)
- 2020: Mulan jako Esteemed guest
- 2025: Karate Kid: Legendy (Karate Kid: Legends) jako Pani Morgan

Seriale telewizyjne
- 1988-1991: As the World Turns jako Lien Hughes
- 1994-1995: All-American Girl jako Amy
- 1994-2009: Ostry dyżur (ER) jako dr Jing-Mei ‘Deb’ Chen
- 1995-1997: The Single Guy jako Trudy Sloan
- 1997-1999: Spawn jako Jade/Lisa Wu (głos)
- 1999: Prawo i bezprawie (Law & Order: Special Victims Unit) jako Li Mei
- 1999: Outreach jako doktor Sara Kwan
- 2002: The Adventures of Jimmy Neutron: Boy Genius jako Peggy Tsu (głos)
- 2005-2006: Inconceivable jako dr Rachael Lew
- 2006: Zaginiona (Vanished) jako agent Lin Mei
- 2007: Dwóch i pół (Two and a Half Men) jako Linda Harris
- 2008: Prywatna praktyka (Private Practice) jako Kara
- 2008: Orły z Bostonu (Boston Legal) jako Ming Wang Shu
- 2009: Gwiezdne wrota: Wszechświat (SGU Stargate Universe) jako Camile Wray
- od 2013: Agenci T.A.R.C.Z.Y. (Marvel’s Agents of S.H.I.E.L.D.) jako Melinda May
- 2014, 2017: Jej Wysokość Zosia jako Vega, Fa Mulan (głosy)
- 2016: Agenci T.A.R.C.Z.Y.: Slingshot jako Melinda May
- od 2019: The Mandalorian jako Fennec Shand
- 2021: The Book of Boba Fett jako Fennec Shand

## Nagrody
- Nagroda Gildii Aktorów Ekranowych Nominacja: Najlepsza obsada serialu dramatycznego: 2001 Ostry dyżur